# José Díaz Ramos
José Díaz Ramos (Sevilla, 1895 - Tiflis, Geòrgia, 1942) va ser un polític comunista espanyol, secretari general del PCE i membre de la direcció del Komintern.

## Biografia
Nascut el 1895 en el si d'una humil família puix que el seu pare era forner i la seva mare obrera tabaquera va tindre una educació molt bàscia fins als onze anys, quan va iniciar-se com a aprenent en un forn de pa local. Amb disset anys va començar a guanyar-se el sou com a forner professional, entrant també al sindicat de forners de Sevilla, anomenat La Aurora. La seva carrera política va fer un salt durant la vaga general de 1917, quan va encapçalar la vaga com a capdavanter dels obrers del pa. En proclamar-se la dictadura de Miguel Primo de Rivera va continuar la tasca sindical en la clandestinitat, essent empresonat per la seva activitat el 1925.
Segons els seus manuscrits autobiogràfics va ser a la presó quan va reflexionar sobre els mètodes anarcosindicalistes i els errors comesos, esdevenint en conseqüència Marxista-Leninista. Així doncs, en sortir de la captivitat es va afiliar al dèbil PCE acompanyat de molts antics militants anarquistes decebuts.
En el IV Congrés del Partit Comunista realitzat a Sevilla el març de 1932 va ser escollit membre del Comitè Central, i el setembre del mateix mes després d'una pugna democràtica dins el partit va esdevenir Secretari General.
De seguida va saber capitalitzar el desencantament dels sectors més radicals i la rivalitat entre la Unió General de Treballadors i la Confederació Nacional del Treball en benefici del PCE.
Va mantenir una relació cordial amb el búlgar Gueorgui Dimitrov, secretari general de la Internacional Comunista des de 1934, essent convidat al VII Congrés de la IC a Moscou, on es van establir les directrius que haurien de seguir els partits comunistes a nivell mundial per combatre el feixisme en auge. Aquesta va passar per la creació dels fronts populars; coalicions de partits que garantien l'ordre democràtic i els valors antifeixistes.
Durant la guerra civil, José Díaz, de la mateixa manera que ho va fer Pedro Checa, va centrar tota la seva activitat en el partit, no ocupant cap lloc oficial en la República, predominant en ell la idea de la prioritat absoluta de la victòria militar com a objectiu principal.
José Díaz es va convertir en la imatge de la defensa a ultrança de la república, defugint de la idea de l'assalt a les estructures de l'estat abans de guanyar la guerra. La deterioració progressiva de la seva salut va fer que es traslladés a la Unió Soviètica el desembre de 1938, on va ser operat d'un càncer d'estómac a Leningrad. A Moscou, va treballar com a membre del secretariat del Komintern i en produir-se, durant la Segona Guerra Mundial, la invasió alemanya es traslladà a diverses localitats de l'URSS, d'entre les quals destaquen el balneari terapèutic de Sotxi, Krasnodar, fins a fixar finalment la seva residència, amb la salut molt deteriorada, en la tardor de 1941, a Tbilisi, capital de la república de Geòrgia. El 19 de març de 1942, en un atac de dolor, es va suïcidar llançant-se per una finestra del cinquè pis de l'hotel on s'allotjava. Les seves despulles van ser enterrades al cementiri local després d'un llarg i multitudinari funeral que va recórrer els principals carrers de la capital georgiana.

## Llegat
Durant molts anys, es va especular amb el fet que havia estat assassinat per les seves discrepàncies amb Stalin, però aquesta afirmació quedà desmentida en ser desclassificada la informació dels serveis secrets soviètics, després de la caiguda del règim comunista, en la dècada de 1990. Les seves restes van ser repatriades pel PCE el 30 d'abril de 2005 a Sevilla i s'hi celebrà un homenatge organitzat per l'organització nacional i regional del partit. L'endemà, l'1 de maig, abans del seu trasllat al cementiri, les seves restes van ser traslladades a l'Ajuntament, on l'alcalde va llegir el nomenament de fill predilecte de la ciutat atorgat per unanimitat de tots els grups polítics municipals.

## Personalitat
José Díaz, "Pepe" com l'anomenaven afectuosament, va guanyar-se el respecte de molts no només per la seva brillantor política sinó que també pel seu tracte. En són molts els testimonis que narren que era un home afectuós, tutejador i de gustos simples. En moltes ocasions assistia a mítings tot i els seus dolors crònics del càncer i sempre dedicava un moment a resoldre les preguntes de les classes populars, per això sempre utilitzava un llenguatge senzill carent de tecnicismes per poder accedir a tot el públic, objecte del qual personatges com Azaña se n'havien mofat titllant-lo d'analfabet. La seva faceta humana era criticada pels detractors com una debilitat, però va demostrar ser tot el contrari arribant a entrar als cercles més alts del comunisme mundial, assistint a reunions amb Malenkov, Mólotov o Stalin
- Diez años de unidad, lucha y trabajo al frente del PCE Arxivat 2009-06-15 a Wayback Machine., a Mundo Obrero.
- Articles i discursos de José Díaz al web del Partit Comunista d'Espanya (Marxista Leninista) Arxivat 2007-02-05 a Wayback Machine..